# Ankama
Ankama of Ankama Games is een Frans bedrijf gespecialiseerd in het maken van Massively multiplayer online role-playing games. Enkele spellen van het bedrijf zijn Dofus, Wakfu en Dofus Arena. 
Het bedrijf werd opgericht in 2001 door Anthony "Tot" Roux, Camille "Tot" Chafer, en Emmanuel "Manu" Darras. De naam van het bedrijf is een samenstelling van enkele letters uit de namen van de oprichters: ANthony, KAmille, MAnu. In 2003 publiceerde Ankama haar eerste spel. 